# میزبانی سرور

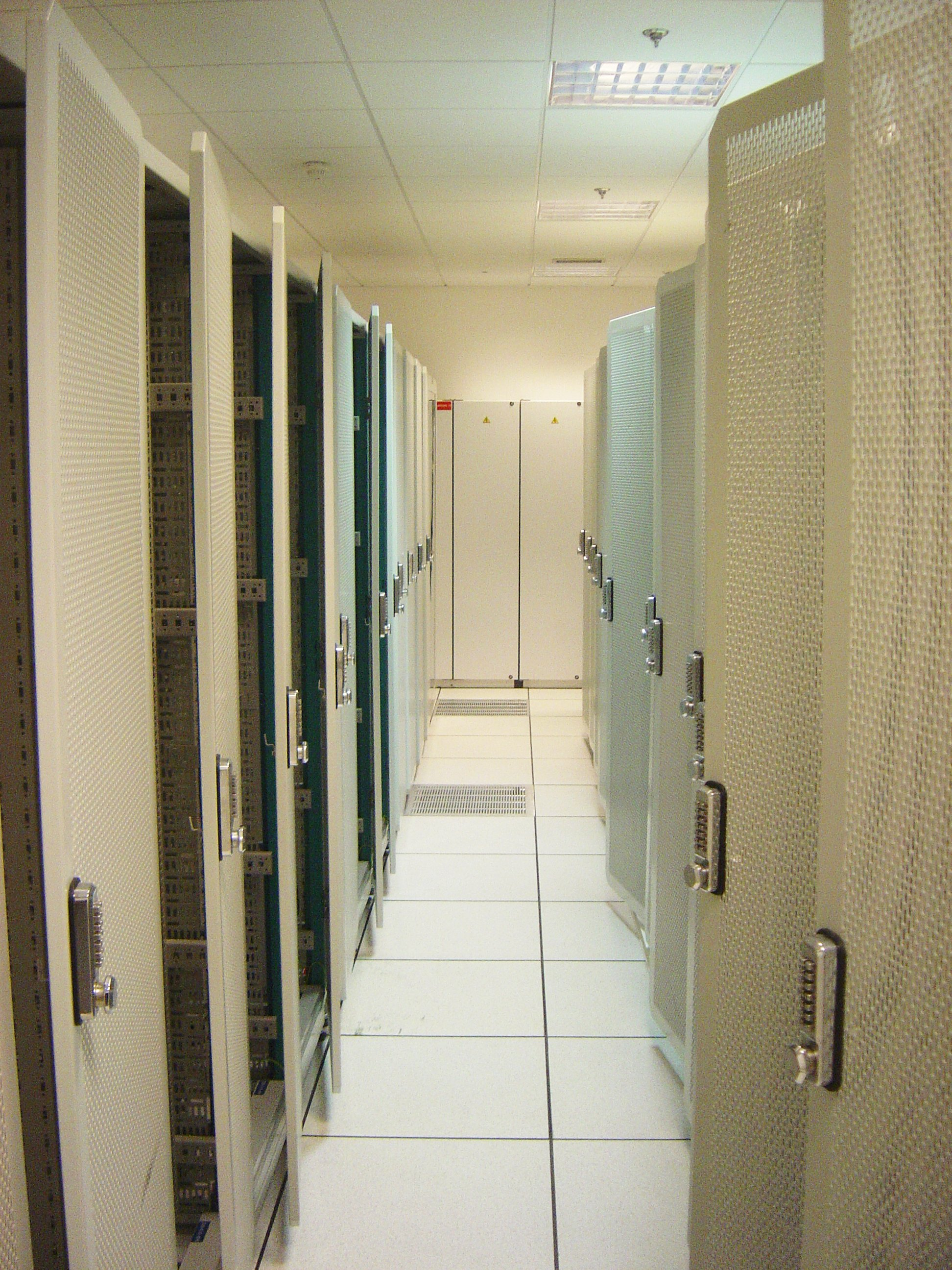
میزبانی سرور "تله‌سیتی" در آوبرویله، نزدیک پاریس، فرانسه.

میزبانی سرور (به انگلیسی: Colocation) یا اشتراک فضا مهمانخانهٔ خدمات‌دهنده‌های ارتباطی (Carrier Hotel) نوعی از مراکز داده است که در آن تعدادی از شبکه‌های ارتباطی یا خدمات‌دهنده‌های ارتباطی (مانند شرکت‌های مخابرات و تلفن و خدمات دهنده‌های اینترنت، اتصالاتی را از شبکهٔ خودشان به شبکهٔ دیگر شرکت‌ها برقرار می‌کنند.
اجاره خدمات کولوکیشن تحت عنوان اجاره فضای دیتاسنتر توسط شرکت‌های میزبانی وب صورت می‌پذیرد. در این سرویس تجهیزاتی از قبیل: رک (به انگلیسی: Rack)، سیستم تهویه، پهنای باند مناسب و برق مورد نیاز سرور در نظر گرفته می‌شود. معمولاً استفاده از خدمات کولوکیشن امنیت و دانش کافی را برای نگهداری از سرورها فراهم می‌کند.